# إيكوس
شركة إيكوس (بالإنجليزية: ICOS) كانت سابقاً شركة أمريكية للتكنولوجيا الحيوية وأكبر شركة للتكنولوجيا الحيوية في ولاية واشنطن الأمريكية، ثم في عام 2007 تم بيعها لشركة إيلي ليلي وشركاه. قام كل من ديفيد بليش، وإسحاق بليش، وروبرت نوينسكي وجورج راثمان بتأسيسها عام 1989. ركز إيكوس على تطوير الأدوية لعلاج الاضطرابات الالتهابية. وخلال تاريخها الممتد لـ 17 عاماً، أجرت الشركة تجارب سريرية على اثني عشر دواءً، وصلت ثلاثة منها إلى المرحلة الأخيرة من التجارب السريرية. قامت شركة إيكوس أيضًا بتصنيع الأجسام المضادة لشركات التكنولوجيا الحيوية الأخرى.
تشتهر إيكوس بتطوير تادالافيل (بالإنجليزية: tadalafil)، وهو دواء يستخدم لعلاج ضعف الانتصاب أو ما يسمى بالعنانة. تم اكتشاف هذا الدواء بواسطة شركة جلاكسو سميث كلاين، وطورته شركة إيكوس، وتم تصنيعه وتسويقه بالشراكة مع شركة إيلي ليلي. وبفضل الحملة الإعلانية الفريدة التي قادتها وكالة جراي وورلد وايد (بالإنجليزية: Gray Worldwide)، سمحت مبيعات تادالافيل لشركة إيكوس بتحقيق الربح في عام 2006. وكان تادالافيل هو الدواء الوحيد الذي طورته الشركة والذي تمت الموافقة عليه. تم اختبار كل من عقار روفيليزوماب (بالإنجليزية: Rovelizumab)، وهو دواء لعلاج الصدمة، وبافيز (بالإنجليزية: Pafase)، الذي تم تطويره لعلاج الإنتان، حيث تم اختبار كليهما في مرحلة III من التجارب السريرية، ولكن تم إيقاف الاختبار بعد نتائج غير واعدة أثناء التجارب. استحوذت شركة إيلي ليلي على إيكوس في يناير 2007، وتم تسريح معظم العاملين في إيكوس بعد فترة وجيزة. اشترت شركة سي إم سي بيولوجيكس (بالإنجليزية: CMC Biologics)، وهي شركة تصنيع دنماركية، ما تبقى من شركة إيكوس واحتفظت بالموظفين المتبقين.

## التاريخ

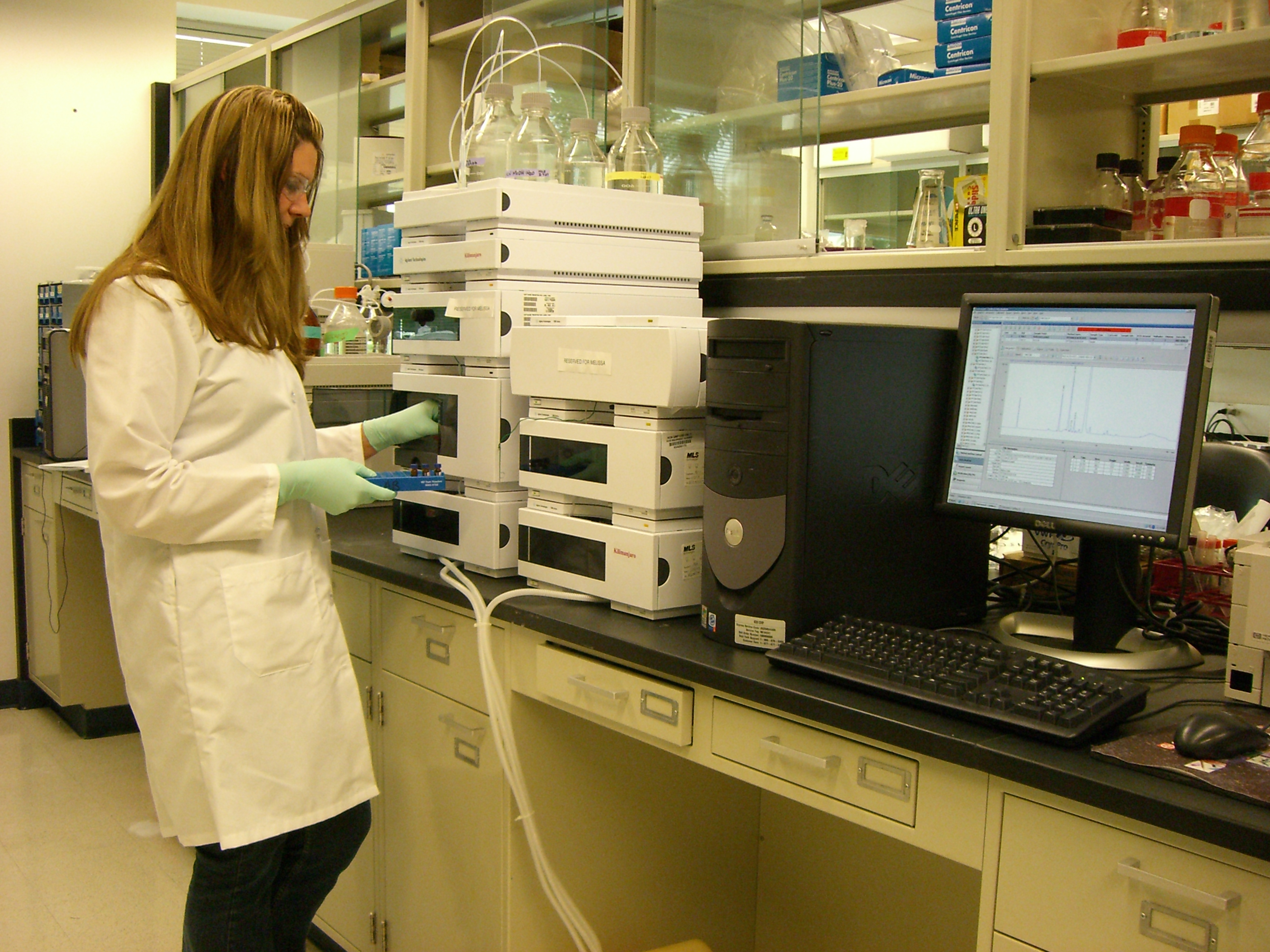
مختبرات في إيكوس

تأسست إيكوس في عام 1989 على يد جورج راثمان، وروبرت نوينسكي، وكريستوفر هيني، وكان كل منهم قد أنشأ سابقًا شركة أخرى للتكنولوجيا الحيوية: أنشأ راثمان شركة أمجين ؛ أطلق نوينسكي شركة جينيتك سيستمز (بالإنجليزية: genetic systems)، والتي تم بيعها لاحقًا لشركة بريستول ماييرز سكويب (بالإنجليزية: Bristol-Myers Squibb) ؛ وشارك هيني في تأسيس شركة إميونيكس (بالإنجليزية: Immunex)، والتي تم بيعها لاحقًا لشركة أمجين (بالإنجليزية: Amgen). الهدف من إنشاء شركة إيكوس هو تطوير أدوية جديدة لعلاج الأسباب الكامنة وراء الأمراض الالتهابية ووقف عملية المرض في المراحل المبكرة. يأتي اسم إيكوس من إيكوساهيدرون، وهو متعدد الوجوه ذو 20 ضلعًا، وهو شكل العديد من الفيروسات، ولأن المؤسسين اعتقدوا أن الفيروسات القهقرية قد تكون متورطة في الالتهاب، قاموا باختيار هذا الاسم. جمع المؤسسون 33 مليون دولار في يوليو 1990 من العديد من المستثمرين، بما في ذلك بيل جيتس- الذي كان في ذلك الوقت أكبر مساهم بنسبة 10% من رأس المال. كان للشركة في البداية مكاتب مؤقتة في وسط مدينة سياتل، لكنها انتقلت إلى بوثيل في سبتمبر 1990. تم طرح إيكوس للاكتتاب العام في 6 يونيو 1991، حيث جمعت 36 مليون دولار. غادر جورج راثمان، الذي يُنظر إليه على أنه الأب المرشد لشركة إيكوس، الشركة في فبراير 2000، وحل محله بول كلارك، المدير التنفيذي السابق في مختبرات أبوت، كرئيس تنفيذي ورئيس مجلس الإدارة.

### سياليس
تم بيعه تحت اسم سياليس (بالإنجليزية: cialis) وسمي في البداية IC351، تادالافيل هو دواء موصوف لعلاج العنانة ومعتمد لعلاج ارتفاع ضغط الدم الشرياني الرئوي. وهو مثبط فوسفوديستراز نوع 5 (بالإنجليزية: phosphodiesterase type 5 (PDE5) inhibitor)، يشبه في وظيفته السيلدينافيل. بالإضافة إلى ذلك، خضع تادالافيل لتجارب سريرية لعلاج تضخم البروستاتا الحميد والخلل الجنسي لدى الإناث.
في البداية قامت شركة جلاكسو ويلكوم (الآن جلاكسو سميث كلاين ) بصياغة تادالافيل في إطار شراكة جديدة لتطوير الأدوية بين جلاكسو وإيكوس والتي بدأت في أغسطس 1991. الدواء تم بحثه في الأساس كعلاج لأمراض القلب والأوعية الدموية مثل ارتفاع ضغط الدم والذبحة الصدرية، ولكن التركيز سرعان ما تحول إلى الضعف الجنسي مع نجاح مثبط فوسفوديستراز نوع 5 آخر، السيلدينافيل (الفياجرا)، والذي تم تطويره بواسطة شركة فايزر. بدأت إيكوس أبحاثها على تادالافيل في عام 1993، بعد بداية أبحاثها بعامين بدأت التجارب السريرية. سمحت شركة جلاكسو بإنهاء الشراكة مع شركة إيكوس في عام 1996، بما في ذلك حصة الشركة البالغة 50% من أرباح الأدوية الناتجة، لأن الأدوية قيد التطوير لم تكن موجودة في الأسواق الأساسية لشركة جلاكسو. في عام 1998، شكلت إيكوس مشروعًا مشتركًا بنسبة 50/50 مع شركة إيلي ليلي لتطوير وتسويق تادالافيل تحت اسم سياليس. أوصت إدارة الغذاء والدواء بأن تقوم إيكوس بإجراء المزيد من الدراسات، وتحسين وضع العلامات، ومعالجة قضايا التصنيع، لذلك تم تأجيل إطلاق سياليس في الولايات المتحدة في أبريل 2002. في نوفمبر 2002 تمت الموافقة على سياليس في أوروبا وبعد عام في الولايات المتحدة.
في عام 2006، حقق سياليس ربحًا قدره 971 مليون دولار من المبيعات، مما دفع إيكوس إلى تحقيق أول أرباح ربع سنوية لها على الإطلاق في أغسطس. في مايو 2009، تمت الموافقة على عقار تادالافيل، الذي سيتم بيعه تحت اسم أدكريرا (بالإنجليزية: Adcirca)، في الولايات المتحدة لعلاج ارتفاع ضغط الدم الشرياني الرئوي.

#### الدعاوى القضائية مع شركة فايزر
قامت شركتا فايزر وليلي إيكوس برفع العديد من الدعاوى القضائية ضد بعضهما البعض في بلدان مختلفة بشأن سياليس وفياجرا. حصلت شركة فايزر على براءة اختراع واسعة النطاق لمثبطات فوسفوديستراز نوع 5 في بريطانيا في عام 1993. قدمت شركة ليلي إيكوس شكوى أمام محكمة لندن في سبتمبر 1999، وتم إلغاء براءة الاختراع في نوفمبر 2000 على أساس أن براءة اختراع شركة فايزر كانت مبنية على معلومات كانت موجودة بالفعل في المجال العام عندما تم إصدار براءة الاختراع. في الولايات المتحدة، رفعت شركة فايزر دعوى قضائية ضد شركة ليلي إيكوس بعد وقت قصير من حصولها على براءة اختراع أمريكية واسعة النطاق لمثبطات فوسفوديستراز نوع 5 في أكتوبر 2002. وأمر مكتب براءات الاختراع والعلامات التجارية في الولايات المتحدة بإعادة فحص براءة الاختراع، وكما هي الحال في بريطانيا، وجد الفاحص أن مثبطات فوسفوديستراز نوع 5 لم تكن اختراعاً جديداً لشركة فايزر، مما أدى إلى إبطال براءة الاختراع.

#### تحذير من العمى على الملصق
في مايو 2005، بدأت إدارة الغذاء والدواء الأمريكية التحقيق في تقارير عن العمى المفاجئ لدى مستخدمي عقار السيلدينافيل (الفياجرا). حيث أن إدارة الغذاء والدواء الأمريكية تلقت تقارير عن هذه الحالة، وهي العمى الدائم في عين واحدة المعروف باسم الاعتلال العصبي البصري الإقفاري الأمامي لنقص التروية، في 38 شخص من مستخدمي السيلدينافيل (بالإنجليزية: sildenafil) و 5 من مستخدمي تادالافيل (بالإنجليزية: tadalafil) أو فاردينافيل (ليفيترا) (بالإنجليزية: vardenafil). قامت شركة ليلي إيكوس بتعديل علامة سياليس طوعًا للتحذير من هذه الحالة. تعرضت إدارة الغذاء والدواء لانتقادات بسبب تعاملها مع هذه المسألة، حيث علق مسؤول السلامة في إدارة الغذاء والدواء على تقارير غير عادية عن العمى على مدى 13 شهر قبل نشر مقال صحفي حول هذه القضية. كتب السيناتور الأمريكي تشاك جراسلي رسالة إلى إدارة الغذاء والدواء الأمريكية يشرح فيها بالتفصيل انتقاداته، قائلًا إن مكتب الأدوية الجديدة التابع لإدارة الغذاء والدواء لم يتخذ أي إجراء "على الرغم من معرفة مكتب الأدوية الجديدة التابع لإدارة الغذاء والدواء بمخاطر العمى منذ يناير 2004 والاتفاق العام بين موظفي إدارة الغذاء والدواء في الربيع الماضي على ضرورة تحديث الملصق". أشارت رسالة جراسلي أيضًا إلى أن شركة فايزر قاومت إضافة تحذير العمى إلى ملصق الفياجرا.

#### تسويق

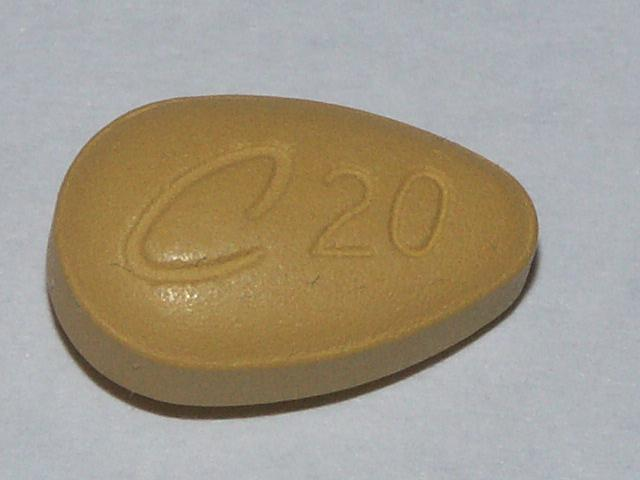
قرص سياليس 20 مليجرام

استأجرت شركة ليلي إيكوس وكالة جراي وورلد وايد (بالإنجليزية: Gray Worldwide Agency) في نيويورك، وهي جزء من جراي جلوبال جروب (بالإنجليزية: Gray Global Group)، لإدارة حملة سياليس الإعلانية. كانت إعلانات سياليس أول من وصف الآثار الجانبية، حيث تطلب إدارة الغذاء والدواء الأمريكية من الإعلانات الداعمة لاسم علامة تجارية معينة ذكر الآثار الجانبية؛ لم تذكر إعلانات ليفيترا وفياجرا الاسم التجاري للدواء، وبالتالي التحايل على متطلبات إدارة الغذاء والدواء. تم بث أحد الإعلانات الأولى لسياليس خلال سوبر بول 2004 (بالإنجليزية: Super Bowl) ؛ دفعت شركة ليلي إيكوس أكثر من 4 مليون دولار لإعلان مدته دقيقة واحدة. قبل أسابيع فقط من المباراة، طلبت إدارة الغذاء والدواء الأمريكية إدراج المزيد من الآثار الجانبية المحتملة، بما في ذلك القساح، في الإعلان. على الرغم من أن العديد من الآباء اعترضوا على بث الإعلان أثناء مباراة السوبر بول، إلا أن " عطل خزانة ملابس " جانيت جاكسون في نهاية الشوط الأول طغى على سياليس. في يناير 2006، تمت إضافة طبيب إلى الإعلانات لوصف الآثار الجانبية التي تظهر على الشاشة، وبدأت شركة إيكوس في عرض الإعلانات فقط حيث يوجد أكثر من 90 بالمائة من الجمهور مكونًا من البالغين، مما أدى فعليًا إلى إنهاء إعلانات سوبر بول. في عام 2004، أنفقت شركات ليلي إيكوس وفايزر وجلاكسو سميث كلاين ما مجموعه 373.1 مليون دولار للإعلان عن سياليس وفياجرا وليفيترا على التوالي.

### أدوية متنوعة
تم تطوير العديد من الأدوية من قبل إيكوس، حيث كان الهدف منها تعطيل عملية الالتهاب في الجسم. قام برنامج البحث بالتركيز على الأسباب الكامنة وراء الالتهاب بدلاً من التركيز على الاضطرابات المحددة. المركبات التي طورتها إيكوس تم اختبارها في التجارب السريرية في مجالات مختلفة منها: الإنتان، والتصلب المتعدد، والسكتة الدماغية، والنوبات القلبية ، والتهاب البنكرياس، والتهاب المثانة الخلالي، والصدفية، والصدمة النزفية، والخلل الجنسي، وتضخم البروستاتا الحميد. والتهاب الشعب الهوائية المزمن ومتلازمة الضائقة التنفسية الحادة.

#### لوك أريست
تم تطوير روفيليزوماب (بالإنجليزية: Rovelizumab)، واسمه التجاري لوك أريست (بالإنجليزية: LeukArrest)، لعلاج المرضى الذين يعانون من الصدمة النزفية. يتكون الدواء من جسم مضاد وحيد النسيلة يمنع تجنيد خلايا الدم البيضاء في موقع الالتهاب. خلال الاختبار، عدد قليل من المرضى تناولوا الدواء، لأنه كان لا بد من إعطاء لوك أريست في غضون أربع ساعات من الإصابة وكانت الموافقة المستنيرة مطلوبة؛ كان المرضى في الغالب فاقدين للوعي، وكان لا بد من الوصول إلى أقاربهم لإعطاء الموافقة. في يونيو 1998، طلبت إيكوس والعديد من المراكز الطبية من إدارة الغذاء والدواء الأمريكية التنازل عن متطلبات الموافقة في حال كان المريض معرضًا لخطر الموت بشكل كبير ولا يمكن الوصول إلى أقاربه. بعض علماء الأخلاقيات الطبية عارضوا التنازل عن الموافقة، ولكن قامت إدارة الغذاء والدواء الأمريكية بالموافقة على الاقتراح في أغسطس 1998 لخمسة مراكز طبية. توقف تطوير لوك أريست في أبريل 2000 عندما ظهرت البيانات المؤقتة من المرحلة الثالثة لم تحقق التجارب السريرية أهداف إيكوس المتمثلة في تقليل فرصة فشل الأعضاء المتعددة بشكل كبير وتقليل معدل الوفيات بسبب الصدمة عند 28 يوم. كما تم اختبار لوك أريست أيضًا دون جدوى لعلاج النوبات القلبية والتصلب المتعدد والسكتة الدماغية.

#### بافاس
تم تطوير عقار بافاس (بالإنجليزية: Pafase)، لعلاج الإنتان الشديد. بافاس هو الشكل المؤتلف لعامل تنشيط الصفائح الدموية أسيتيل هيدرولاز ( فسفوليباز A2 المرتبط بالبروتين الدهني )، وهو إنزيم يتم تصنيعه بشكل طبيعي عن طريق الخلايا البلعمية ويوجد في دم الإنسان. يقوم فسفوليباز A2 المرتبط بالبروتين الدهني بتعطيل عامل تنشيط الصفائح الدموية، وهو الدهون الفوسفورية التي تلعب دورًا في الالتهاب الذي يظهر في الإنتان. قامت طالبة من الدراسات العليا تدعى ديانا ستافوريني والباحثين: ستيف بريسكوت،وجاي زيمرمان، وتوم ماكنتاير باكتشاف الإنزيم في منتصف الثمانينيات في جامعة يوتا. تم اكتشاف الجين الذي يرمز لـ بافاس بواسطة إيكوس. أظهرت التجارب المبكرة للإنتان أن الدواء خفض معدل الوفيات بعد 28 يوم وكان المرضى أقل عرضة للإصابة بمشاكل تنفسية حادة. قام إيكوس أيضًا باختبار بافاس لمتلازمة الضائقة التنفسية الحادة. في المرحلة الثانية من التجارب لمتلازمة الضائقة التنفسية الحادة، خفض بافاس معدل الوفيات بعد 28 يوم وقلل احتمالية فشل رئتي المريض. على الرغم من ذلك، أوقف إيكوس التطوير في ديسمبر 2002 عندما ظهرت بيانات مؤقتة عن المرحلة الثالثة، أظهرت فيها التجارب للإنتان أن الدواء لم يساعد المرضى على البقاء على قيد الحياة.

#### سيتاكسنتان الصوديوم وTBC3711
في يونيو 2000، شكلت إيكوس وتيكساس بيوتيكنولوجي شراكة بنسبة 50/50 للبحث في مضادات مستقبلات الإندوثيلين لاستخدامها في مناطق ارتفاع ضغط الدم الرئوي وقصور القلب المزمن. تم اختبار عقارين، سيتاكسنتان الصوديوم (بالإنجليزية: Sitaxentan sodium) (مكتوب أيضًا سيتاكسنتان ) وTBC3711، في التجارب السريرية في إطار الشراكة. تم تصميم سيتاكسنتان كعلاج لارتفاع ضغط الدم الشرياني الرئوي، وتم تصميم TBC3711 كعلاج لأمراض القلب والأوعية الدموية. في أبريل 2003، باعت إيكوس حصتها من الشراكة، بما في ذلك أي حصة من سيتاكسنتان وTBC3711، إلى شركة تيكساس بيوتيكنولوجي مقابل 4 مليون دولار عند الإغلاق و 6 مليون دولار خلال 18شهر. تمت الموافقة لاحقًا على صوديوم سيتاكسنتان في أوروبا وكندا وأستراليا، وتم تسويقه تحت الاسم التجاري ثيلين (بالإنجليزية: Thelin). في عام 2010، تم سحب ثيلين طوعًا من السوق في جميع أنحاء العالم بسبب مخاوف بشأن تلف الكبد الذي لا رجعة فيه.

#### أدوية أخرى تم اختبارها في التجارب السريرية
اختبر إيكوس العديد من الأدوية الأخرى والتي لم تتم الموافقة عليها. هم:
- أيكام 3 (بالإنجليزية: ICM3)، وهو جسم مضاد يحجب أيكام 3،[43] مصمم لعلاج الصدفية.[2]
- أي سي 14 (بالإنجليزية: IC14)، وهو جسم مضاد يحجب سي دي 14 (بالإنجليزية: CD14)، مصمم لعلاج تعفن الدم.[34][44]
- أي سي 747 (بالإنجليزية: IC747) وأي سي 776 (بالإنجليزية: IC776)، اثنان من مضادات الخلايا اللمفاوية المرتبطة بوظيفة الأنتيجين 1، مصممان لعلاج الصدفية.[45][46]
- ريسينيفيراتوكسين، وهو نظير للكابسيسين موجود بشكل طبيعي، مصمم لعلاج التهاب المثانة الخلالي.[47][48]
- أي سي 485 (بالإنجليزية: IC485)، مثبط فوسفوديستراز نوع 4، مصمم لعلاج انتفاخ الرئة والتهاب الشعب الهوائية المزمن ومرض الانسداد الرئوي المزمن والتهاب المفاصل الروماتويدي.[48][49]
- أي سي 83 (بالإنجليزية: IC83)،[50] مصمم لتعزيز العلاج الكيميائي.[46]

### تصنيع
قامت شركة إيكوس بتصنيع العديد من الأجسام المضادة لشركات مختلفة. في أغسطس 2001، عقدت الشركة شراكة مع شركة سياتل جينيتكس لتصنيع أحد مكونات أفضل عقار تجريبي للأجسام المضادة إس جي إن 15 (بالإنجليزية: SGN-15). في نوفمبر 2001، وقعت شركة إيكوس اتفاقية إنتاج مع شركة جي بي سي بيوتيك (بالإنجليزية: GPC Biotech) لتصنيع فئة من الأجسام المضادة لشركة جي بي سي التي تستهدف الأورام اللمفاوية في الخلايا البائية. في يناير 2002، وقعت إيكوس اتفاقية مع إيوس بيوتيكنولوجي، والتي بموجبها ستنتج إيكوس مرشح إيوس للأجسام المضادة وحيدة النسيلة، وسيكون لدى إيوس حقوق غير حصرية في تكنولوجيا إنتاج بروتين الثدييات المحسنة من إيكوس. قام الجسم المضاد الخاص بـ إيوس بتثبيط تكوين الأوعية الدموية (تكوين أوعية دموية جديدة) وتم بحثه كعلاج للأورام الصلبة. في أكتوبر 2003، دخلت شركة إيكوس في شراكة مع بروتين ديزاين لابس (بالإنجليزية: Protein Design labs) لتصنيع الجسم المضاد M200.

## الاستحواذ على إيلي ليلي

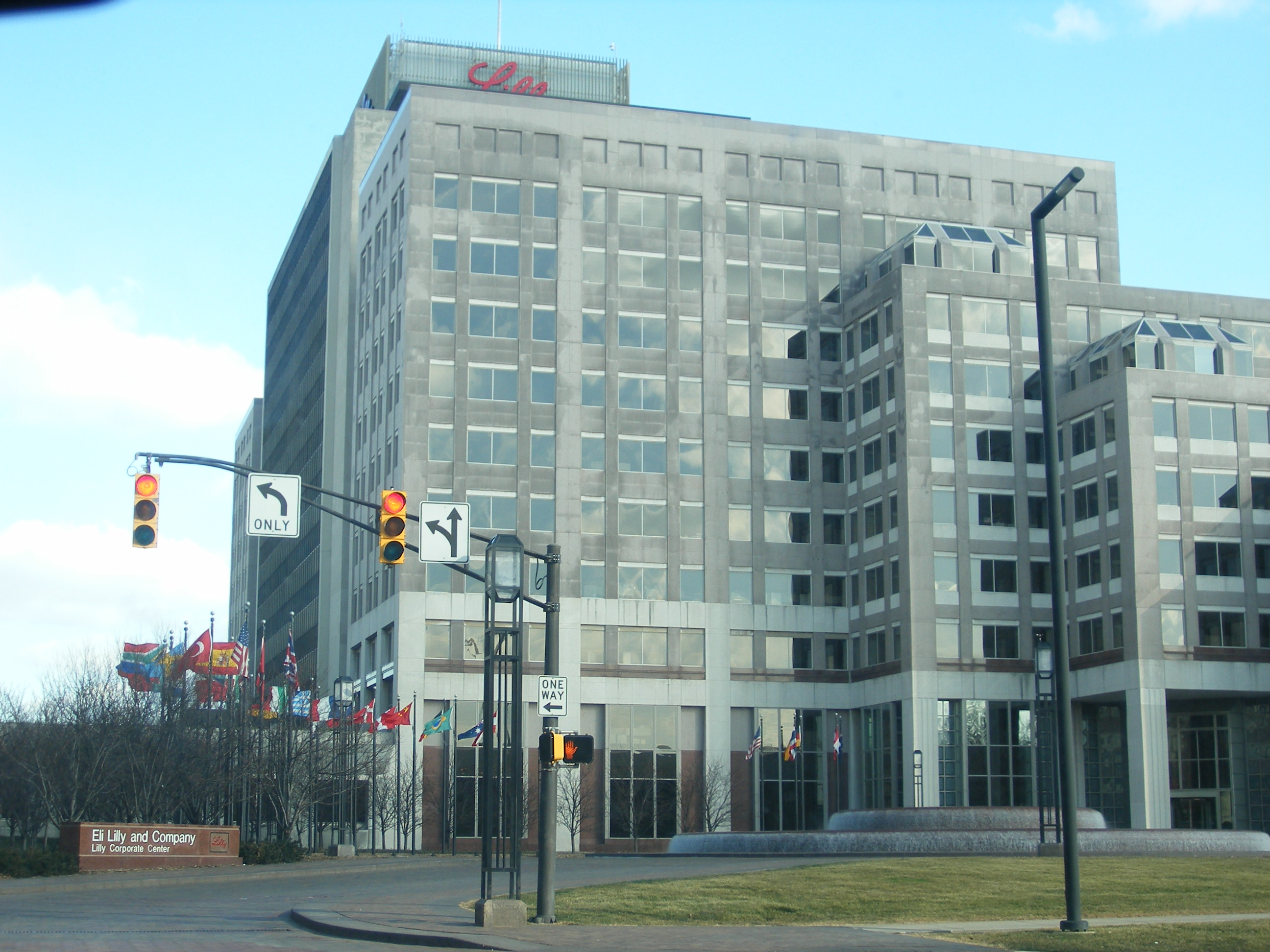
المقر العالمي لشركة Eli Lilly and Company في إنديانابوليس، إنديانا

بعد فشل أدوية إيكوس التجريبية في التجارب السريرية، كان إيلي ليلي في وضع ممتاز لشراء الشركة. في أكتوبر 2006، أعلنت شركة إيلي ليلي أنها توصلت إلى شروط للاستحواذ على إيكوس مقابل 2.1 مليار دولار. بعد تلقي ضغوط من كبار المساهمين المؤسسيين وكذلك الشركة الاستشارية بالوكالة التي تقترح رفض الصفقة، قامت شركة ليلي بزيادة عرضها إلى 2.3 مليار دولار. ومرة أخرى، أعرب بعض كبار المساهمين عن معارضتهم، ونصحت شركة خدمات المساهمين المؤسسية المساهمين بعدم قبول العرض الجديد، الذي ما زالت تعتبره غير كاف. في 25 يناير 2007، في اجتماع خاص، قام 77% من المساهمين بالتصويت لصالح عملية الاستحواذ. أغلقت شركة إيلي ليلي الصفقة للاستحواذ على إيكوس مقابل 2.3 مليار دولار في 29 يناير 2007.
نتيجة لعملية الاستحواذ، حصلت شركة إيلي ليلي على الملكية الكاملة لشركة سياليس، وأغلقت على الفور عمليات إيكوس وتسريح موظفي إيكوس، باستثناء 127 موظف يعملون في المنشأة البيولوجية. كانت إيكوس أكبر شركة للتكنولوجيا الحيوية في ولاية واشنطن في وقت الاستحواذ، وكان يعمل بها حوالي 700 موظف في ديسمبر 2007، قامت شركة سي إم سي بيوفارماسيوتيكالز (بالإنجليزية: CMC Biopharmaceuticals A/S)، وهي شركة تقدم خدمات التصنيع الحيوي التعاقدية ومقرها كوبنهاجن، بشراء منشأة بوثيل للبيولوجيات واحتفظت بالمنشأة الحالية البالغ عددها 127 موظفين.

### الجدل
بالإضافة إلى تسريح موظفي إيكوس، كانت جوانب أخرى من عملية الاستحواذ مثيرة للجدل بنفس القدر، مثل التأكيدات على أن إيكوس تم بيعها بسعر رخيص للغاية وأن هناك تضارب في المصالح. تضارب المصالح يتعلق بكبار المسؤولين التنفيذيين في إيكوس، التي كان من المفترض تعويضها عند الاستحواذ الناجح، على الرغم من ضعف أداء المخزون، بسبب فشل برامج التطوير السريري وعدم القدرة على ترخيص الأدوية بنجاح على مدى السنوات السابقة.
مدفوعات نقدية بقيمة إجمالية تساوي 67.8 مليون دولار تم تلقيها من قبل كبار المسؤولين التنفيذيين في إيكوس حتى يتم بيع الشركة إلى إيلي ليلي. حصل رئيس مجلس الإدارة والرئيس التنفيذي والرئيس لشركة إيكوس بول كلارك على " مظلة ذهبية " بقيمة 23.2 مليون دولار في مكافآت نهاية الخدمة، وخيارات الأسهم النقدية، ومكافآت الأسهم المقيدة وغيرها من المكافآت للاحتفاظ وإغلاق الصفقة." تلقى تسعة من كبار المسؤولين التنفيذيين في إيكوس حزمًا مماثلة، تبلغ قيمة كل منها أكثر من مليون.

## أنظر أيضا
- تطوير الأدوية
- صناعة الادوية